# 王若夫
王若夫（1912年—2014年1月24日），辽宁省昌图县人，中华人民共和国政治人物。
担任辽宁省人大常委、辽宁省人民政府教育厅厅长。2014年1月24日在沈阳逝世。